# Hans-Ulrich Wiemer
Hans-Ulrich Wiemer (* 31. Juli 1961 in Frankfurt am Main) ist ein deutscher Althistoriker. Er forscht vor allem zum Hellenismus und zur Spätantike.

## Leben und Wirken
Hans-Ulrich Wiemer studierte von 1981 bis 1988 Latein, Griechisch und Erziehungswissenschaften sowie von 1984 bis 1990 Geschichte an der Universität Marburg. 1988 erfolgte das Erste Staatsexamen in den Fächern Latein, Griechisch und Erziehungswissenschaften und 1990 die Erweiterungsprüfung für Geschichte. Von 1991 bis 1993 arbeitete er, gefördert durch die Studienstiftung des deutschen Volkes, an seiner Promotion. 1992/1993 verbrachte er ein Studienjahr am Queen’s College in Oxford. Die Promotion erfolgte im Februar 1994, Thema der Dissertation war Libanios und Julian. Studien zum Verhältnis von Rhetorik und Politik im vierten Jahrhundert n. Chr.
Von 1994 bis 2000 war Wiemer zunächst Wissenschaftlicher Mitarbeiter und anschließend Assistent bei Robert Malcolm Errington am Seminar für Alte Geschichte in Marburg. Die Habilitation erfolgte im Juli 2000. Die Arbeit wurde in zwei Teilen gedruckt: Rhodische Traditionen in der hellenistischen Historiographie und Krieg, Handel und Piraterie. Untersuchungen zur Geschichte des hellenistischen Rhodos. 2001 wurde er zum Hochschuldozenten ernannt und blieb in dieser Funktion bis 2004 in Marburg. Von 2004 bis 2006 arbeitete er als Forschungsassistent im Kleinasienprojekt des Lehrstuhls von Christian Marek an der Universität Zürich. 2006 erfolgte die Berufung auf eine W2-Professur für Alte Geschichte an der Universität Gießen. Das akademische Jahr 2008/09 verbrachte Wiemer als Gerda-Henkel-Fellow an der Brown University in Providence. Seit 2010 ist er Inhaber des Lehrstuhls für Alte Geschichte an der Universität Erlangen und seit 2012 ordentliches Mitglied des Deutschen Archäologischen Instituts; von 2012 bis 2022 war er Mitglied der Kommission für Alte Geschichte und Epigraphik. Das akademische Jahr 2015/16 verbrachte Wiemer als Senior Fellow am Historischen Kolleg in München.
Wiemer arbeitet vor allem im Bereich des Hellenismus und der Spätantike und leitete Forschungsprojekte über das hellenistische Priene (2008–2012) und über „Gotische Kriegergruppen im spätrömischen Reich“ (2009–2015). 2018 legte er eine vielbeachtete Darstellung zu Theoderich dem Großen vor, die 2023 auch in englischer Übersetzung erschien. In seiner Forschung thematisiert er Fragen der politischen Geschichte ebenso wie solche der Sozial- und Kulturgeschichte. Ein weiterer Schwerpunkt liegt auf der antiken und modernen Historiographie.

## Schriften (Auswahl)
Monographien
- Libanios und Julian. Studien zum Verhältnis von Rhetorik und Politik im vierten Jahrhundert n. Chr. Beck, München 1995 (= Vestigia, Band 46), ISBN 3-406-39335-7.
- Rhodische Traditionen in der hellenistischen Historiographie, Clauss, Frankfurt/Main 2001 (= Frankfurter althistorische Beiträge, Band 7), ISBN 3-934040-04-7.
- Krieg, Handel und Piraterie. Untersuchungen zur Geschichte des hellenistischen Rhodos, Akademie, Berlin 2002 (= Klio. Beihefte, Neue Folge, Band 6), ISBN 3-05-003751-2. Vgl. hierzu die Rezensionen von Klaus Scherberich (Hans-Ulrich Wiemer: Krieg, Handel und Piraterie. In: Sehepunkte 4, 2004, Nr. 4) und Bruno Bleckmann (GFA, 7/04; PDF; 197 kB).
- Alexander der Große, Beck, München 2005 (= C. H. Beck Studium), ISBN 3-406-52887-2. Vgl. hierzu die Rezension von A. Heller (Sehepunkte 5, 2005, Nr. 10).
- Theoderich der Große. König der Goten, Herrscher der Römer. C. H. Beck, München 2018, ISBN 978-3-406-71908-0. Vgl. hierzu die Rezension von Herwig Wolfram (Sehepunkte 18, 2018, Nr. 7/8).

Herausgeberschaften
- Staatlichkeit und politisches Handeln in der römischen Kaiserzeit. De Gruyter, Berlin und New York 2006 (= Millennium-Studien, Band 10), ISBN 3-11-019101-6. Vgl. hierzu die Rezension von Ernst Baltrusch (H.-U. Wiemer (Hrsg.): Staatlichkeit und politisches Handeln. In: H-Soz-Kult, 8. Oktober 2007)
- mit Hans Beck: Feiern und Erinnern. Geschichtsbilder im Spiegel antiker Feste (= Studien zur Alten Geschichte, Band 11), Verlag Antike, Berlin 2009, ISBN 978-3-938032-34-3.
- mit Stefan Rebenich: Johann Gustav Droysen. Philosophie und Politik – Historie und Philologie (= Campus Historische Studien, Band 61), Campus Verlag, Frankfurt am Main 2012, ISBN 978-3-593-39638-5.
- Kulträume. Studien zum Verhältnis von Kult und Raum in alten Kulturen (= Potsdamer Altertumswissenschaftliche Beiträge, Band 60), Steiner, Stuttgart 2017, ISBN 978-3-515-11769-2.
- Theoderich der Große und das gotische Königreich in Italien (= Schriften des Historischen Kollegs. Kolloquien, Band 102). De Gruyter Oldenbourg, Berlin 2020, ISBN 978-3-11-065820-0.
- mit Stefan Rebenich: A Companion to Julian the Apostate. Brill, Leiden 2020, ISBN 978-9-004-41456-3.